# Belgio ai XX Giochi olimpici invernali
Il Belgio ha partecipato ai XX Giochi olimpici invernali di Torino, che si sono svolti dal 10 al 26 febbraio 2006, con una delegazione di quattro atleti.

## Pattinaggio di figura
| Gara                 | Atleta               | Obbligatorio | Obbligatorio | Breve/Originale | Breve/Originale | Libero | Libero | Totale | Totale |
| Gara                 | Atleta               | Punti        | Pos.         | Punti           | Pos.            | Punti  | Pos.   | Punti  | Pos.   |
| -------------------- | -------------------- | ------------ | ------------ | --------------- | --------------- | ------ | ------ | ------ | ------ |
| Individuale maschile | Kevin Van Der Perren |              |              | 85,36           | 13              | 132,03 | 8      | 197,39 | 9      |

## Pattinaggio di velocità
| Gara    | Atleta        | Tempo    | Posizione |
| ------- | ------------- | -------- | --------- |
| 5000 m  | Bart Veldkamp | 6'32"02  | 13        |
| 10000 m | Bart Veldkamp | 13'48"12 | 14        |

## Short track
| Gara   | Atleta       | Batterie     | Batterie     | Quarti di finale | Quarti di finale | Semifinali   | Semifinali   | Finale       | Finale       |
| Gara   | Atleta       | Tempo        | Pos.         | Tempo            | Pos.             | Tempo        | Pos.         | Tempo        | Pos.         |
| ------ | ------------ | ------------ | ------------ | ---------------- | ---------------- | ------------ | ------------ | ------------ | ------------ |
| 500 m  | Wim de Deyne | 42"833       | 1            | 42"979           | 3                |              |              |              | 8            |
| 500 m  | Pieter Gysel | 42"980       | 4            |                  |                  |              |              |              | 19           |
| 1000 m | Pieter Gysel | 1'27"994     | 3            | 1'28"335         | 2                | squalificato | squalificato | squalificato | squalificato |
| 1500 m | Wim de Deyne | squalificato | squalificato | squalificato     | squalificato     | squalificato | squalificato | squalificato | squalificato |
| 1500 m | Pieter Gysel | 2'23"441     | 2            | squalificato     | squalificato     | squalificato | squalificato | squalificato | squalificato |